# 榕圍盾介殼蟲
榕圍盾介殼蟲（学名：Fiorinia formosensis）为盾介殼蟲科圍盾介殼蟲屬下的一个种。